# Moord op David Howes en Derek Wood
Op 19 maart 1988 werden Derek Wood en David Howes, twee korporaals van het Britse leger, in de Noord-Ierse stad Belfast vermoord door het Provisional IRA in wat in het Engels bekend werd als de corporals killings. 
De soldaten, beide gewapend met een Browning Hi-pistool, mengden zich in een burgerauto en niet geüniformeerd tussen de begrafenisstoet van een IRA-lid. Ze reden de stoet frontaal tegemoet en gaven geen gevolg aan de seingever van Sinn Féin die hen gebaarde af te draaien. Drie dagen eerder had de loyalist Michael Stone een IRA-begrafenis aangevallen en drie mensen gedood. Vrezend voor een nieuwe aanslag omsingelden tientallen mensen de auto en vielen hem aan. Korporaal Wood loste met zijn dienstpistool een schot in de lucht, maar kon niet verhinderen dat hij en zijn collega uit de auto werden gesleept en naar een nabijgelegen sportveld gebracht. Daar werden ze geslagen, uitgekleed en gefouilleerd. Vervolgens werden ze naar een braakliggend terrein in de buurt gereden en doodgeschoten.
Het incident werd gefilmd door een helikopter van het Britse leger en door camera's van het televisienieuws. De beelden behoren tot de meest dramatische en schrijnende van het conflict in Noord-Ierland.
Twee mannen werden schuldig bevonden aan moord en veroordeeld tot levenslang, terwijl verschillende anderen lagere straffen kregen voor hun aandeel in de korporaalmoorden. In 1998 kwamen de daders vrij als onderdeel van het Goedevrijdagakkoord. 